# Пинежанинов, Андрей Фёдорович
Андрей Фёдорович Пинежанинов (1 (14) сентября 1910 года — 22 июня 1996 года) — советский моряк, капитан дальнего плавания. Участник Великой Отечественной войны. Герой Социалистического Труда (1963).

## Биография
Родился 1 (14) сентября 1910 года в Котласского уезда деревне Насадниково. В апреле 1930 г. переехал в Архангельск к отцу — боцману гидрографического судна «Азимут».
Окончил Архангельский морской техникум (1940, вечернее отделение) и Академию морского флота (Ленинград,1953).
С 1930 матрос на гидрографическом судне «Азимут». В 1934—1936 военная служба на подводной лодке Балтийского Флота. С 1937 помощник капитана ледокольного парохода «Садко», ледокола «Ленин» и др. С мая 1942 по ноябрь 1945 г. 2‑й штурман ледокольного парохода «Монткальм».
В 1945—1954 старший штурман парохода «Верещагин», капитан пароходов «Пинега», «Казахстан», ледокольного парохода «Георгий Седов». Участвовал в первом рейсе дизель-электрохода «Обь» к берегам Антарктиды в должности дублера капитана (1955—1956).
С 1957 капитан дизель-электрохода «Индигирка». Выполнил рейс Североморск — Куба (с 16 сентября по 4 октября 1962 г.) по доставке на «Остров Свободы» ядерных боеприпасов (Операция «Анадырь»).
С 1969 г. на пенсии. Умер в Архангельске, похоронен на Кузнечевском (Вологодском) кладбище.

## Награды и память
- Звание Герой Социалистического Труда — «за выдающиеся успехи, достигнутые в деле развития морского транспорта»
Медаль «Серп и Молот» (9 августа 1963);
Орден Ленина (9 августа 1963);
- Орден Отечественной войны 1-й степени (11 марта 1985);
- Орден Трудового Красного Знамени;
- Медаль «За трудовую доблесть»;
- медали.

## Память
- На здании Арктического морского института имени В. И. Воронина в Архангельске установлен мемориальный знак Пинежанинова.